# 摩訶不思議ネコ・ムスビ
摩訶不思議ネコ・ムスビ（まかふしぎ - ）は、池田美代子・作、尾谷おさむ・画の児童文学。講談社青い鳥文庫より全12巻が刊行されている。

## あらすじ
天目いつみは、亡くなったおばあさんの家で、摩訶不思議なネコ・ムスビが見つけた、不思議な勾玉型の鈴を持ち帰る。家に帰宅した数日後、なんと、傷だらけのムスビを見つけ、介抱することとなる。無事に回復し、ほっとしたその夜、彼女にムスビの声がきこえて… 『天猫』のムスビと出会ったことで『太陽遣いの巫女』としてのチカラに目覚めていく。まわりで起こる謎の事件(冥府遣いが起こした事件)をいつみは、ムスビとクラスメートの玉之屋瑞穂（玉ちゃん）、幼なじみの平坂莉々といっしょに、太陽遣い特有の不思議なチカラで解決していく物語。

## 登場人物

### 主要登場人物
天目 いつみ（あまのめ いつみ）
7月5日生まれ（かに座）。血液型O型。身長150cm、体重40kg。
小学5年生で、あだ名はいっちゃん。本作の主人公。「太陽遣いの巫女」（大いなる巫女）であり、心の声をきくチカラを持つ。自他とも認める「普通」の女の子（ムスビに「普通が一番です」と言われるほどの普通さ）。年相応に弱く頼りないが正義感は強く、いざとなれば大胆な行動にでることもある。おばあちゃん子で、他界した祖母の声を夢の中で何度も聞いている。猫と水が大の苦手だったが、ムスビと出会い巫女の力に目覚めてからは平気になった。川で溺れたことがある。(川で溺れたムスビを助けるため)そのことは、巫女の力に目覚めるまで忘れていた。一方、コントロールできない能力に戸惑うこともある。かなりの大食漢だがムスビと違って太らない体質。好物はトンカツ。苦手なものは勉強（特に漢字）。だが、裁縫は得意である。また、絵が非常に下手であり、クラスメートからは「下手な芸人より、いつみの絵のほうが何倍も笑いがとれる」と言われる始末。本人もそれを自覚している。いつみのニキラアイナでの姿は、顔まわりと耳と首のあたり、尻尾の先が白いミルクティー色の毛色の猫。パープルの瞳。首にオレンジ色のリボンの勾玉形の銀色の鈴をつけている。服は、オレンジ色のカーディガン。武器はウプトラの玉で、七色に輝く剣に変化させて戦う。
ムスビ
4月15日生まれ（おひつじ座）。血液型AB型。体重8kg。(人間姿は身長178cm、体重70kg)
沖縄から来たいつみの天猫で立って喋ることが出来る。だが、対猫となると会話が難しいらしい。長旅で傷つきぼろぼろになっていたところをいつみに拾われ飼われるようになる。明るい茶色のトラ模様の猫で体型は太い。いつみいわく『不思議の国のアリス』のチェシャ猫に似ているらしい。首にオレンジ色のリボンの勾玉形の金色の鈴をつけている。ニキラアイナでの服は、若葉色のポンチョ。性格は一見おっとりしているが賢くてしっかりもの。基本的にマイペースで普段はやんちゃな弟のようだが、猫の国ニキラアイナではいつみの兄のようにたくましく危機的状況にも動じない度胸を持つ。いつみいわく心臓は鉄製（かもしれない）らしい。また「〜するですよ」「〜でねえですか」等、独特のなまりが入った喋り方は、ニキラアイナの住人によるとアニハ地方の方言と似ているという話がある。おむすびが大好物で自分でもにぎれる。チョコレートも好物だが食べると酔っぱらってしまう。苦手なものは魚。単語を聞いただけでも怯える。
玉之屋 瑞穂（たまのや みずほ）
11月28日生まれ（いて座）。血液型A型。身長152cm、体重40kg。
いつみのクラスメートで、あだ名は玉ちゃん。「太陽遣いの巫女」であり、未来を視るチカラを持つ。よく冥府遣いにさらわれる。大きな目と日本人形のような黒髪が印象的な、落ち着いた物腰の美少女。他校や同級生、6年生のファンも多い。やわらかい性格だが勇気があり、頭も良く策士の一面も持ち合わせている。母は他界しており、広い敷地に建つ豪邸に父と二人暮らし。たまにヘルパーさんがくる。予知能力が原因でクラスでのけ者にされていたが1巻の事件を通して、いつみ、莉々と仲良くなる。猫アレルギー持ちでいつみと同じく猫と水が苦手だったが、巫女の力に目覚めてからは平気になった。瑞穂のニキラアイナでの姿は、シルバーグレー色のシャム猫。ブルーの瞳。首に水色リボンの四角い鈴をつけている。服は、水色のドレープのカーディガン。武器はフヒレの玉で、金色の弓に変化させて戦う。
平坂 莉々（ひらさか りり）
3月11日生まれ（うお座）。血液型B型。身長138cm、体重32kg。
いつみの幼なじみで動物が大好き。「太陽遣いの巫女」であり、超運動能力そして、物体の過去を読み取る力を持つ。いつみ曰く、「想像を超える運動神経。できないことは空を飛ぶくらい」。性格はマイペースで直情型ゆえ少しわがままだが優しい心の持ち主、明るく元気。純粋なところがあり妖怪等の存在を心の底から信じている。ウサギのようにキュートな顔で、髪はふたつにゆわえている。身体は小さいが人並みはずれたスタミナとパワフルさがある。英語教室やピアノ教室に通っている。嫌われ者の瑞穂のことを噂を信じ、疎んでいたが1巻の事件で事の真実を知って以来、親友となる。莉々のニキラアイナでの姿は、小さくて愛らしい白猫。金色の瞳。首にハート形の鈴をつけている。服は、桃色のフード付きカーディガン。武器はイビの鏡で、グリフィンを呼び出すことができる。
カヅチ
5月29日生まれ（ふたご座）。血液型AB型。
冥府遣いのリーダー。光沢のあるブルーグレーの毛並と、エメラルドのような緑色の瞳を持つロシアンブルー。気高い雰囲気の謎が多い美猫で、声はあまいテノール。黒いマントを羽織っている。人間姿は高校生くらいの美少年。表面上は優しく紳士のように振る舞うが、実は冷酷で残忍な性格。瑞穂を洗脳し利用したり、目的のために巫女団や兄のティアマト、冥府の王ニーズヘグを平然と殺める等、野心家の面を見せる。武器は杖で、剣に変化させることもできる。初登場は、5巻幻の谷シャングリラ。
おばあちゃん
沖縄に住んでいたいつみの祖母。名前は稲波（いなみ）。不思議なチカラで人々を助け、まわりから慕われていた。元巫女。死んだ後もいつみたちを見守りつづけ、支えている。猫すがたはココア色の猫。
お母さん
いつみの母。名前は夏海（らしい）。兼業主婦。動物嫌いでおかかが苦手だった。
お父さん
いつみの父。名前は、周太郎(らしい)。猫好き。一目でムスビに惚れ、いつみの家で飼うことに賛成してくれた。昔マワルを飼っていた。
グドルン
巫女団の教官。弟をデッグアールヴァルに刺され亡くした過去を持つ。初登場は7巻氷と霧の国トゥーレ。かなりの鬼教官でムスビは名前を聞いただけで震え上がるほど。修道院では、陰の権力者らしい噂もある。人間姿は同性でもほれぼれするほどの女の子。自他共に厳しいが弟には優しい。

### 1巻 秘密のオルゴール
おかか
いつみのおばあちゃん（稲波）の天猫。ココア色の毛色。ムスビの母。
ヒラキ
「水鏡屋」でガラス細工を作り売っている、白とグレーの毛色のミックス猫。くっつきの命令で、ヒカリとともにオルゴールの箱を作らされていた。気が弱く臆病な性格だが友人のヒカリを救出するために、勇気をだしていつみたちに協力する。
ヒカリ
黒とグレーのまじり毛の猫で、ヒラキの友人。「水鏡屋」で一緒にガラス細工を作りながら暮していたが、オルゴールの秘密を知ってしまい、くっつきにとらわれてしまう。瑞穂の天猫。幼い頃に瑞穂がひろってきたものの、動物嫌いの母に捨てられた。その時、瑞穂の銀色の鈴と金色の鈴の２つの鈴を二つ首に結んであった。
マワル
薬屋「ひまわり屋」の主人。いつみのお父さんが飼っていたサビ猫。21年生きた。
くっつき
冥府遣いのひとり。黒く輝く毛並みにネオンのような青い瞳を持った女の猫。黒く長いシルクのマントをまとい、首や右耳には金のアクセサリーを身につけている。ニキラアイナでは一味の親分だが生前は優秀な天猫だった。相棒にオペラ歌手の巫女がいたが、最後には捨てられ、あげく人間たちに両目をくりぬかれて死んでしまった。人間に対しては憎みながらも憧れており、豪華な館に住まい人間用の紅茶を飲み、宝石やオルゴールを集めるなど、まるで人間のような生活をしていた。さらってきた人間の子供たちをオルゴール箱に閉じ込めて、声がしわがれるまで歌わせていた。
カザリ
鼻のわきに黒いぶちがある白黒猫で、くっつきの子分。莉々からはハナグロという名前で呼ばれていた。ファンシーショップ「いちごパフェ」の店員に化けて莉々に呪術をかけたチョコを食べさせ、くっつきの元へつれていった。

### 2巻 迷宮のマーメイド
宮崎 昴（みやざき すばる）
莉々のボーイフレンドで、ピアノ教室仲間。あだ名は「スーくん」。背がすらりと高くて美男子。父も母も仕事で忙しくひとりでいることが多いため、いつみたちと同年代と思えないほどしっかりしていて大人っぽい。人魚のたまごを孵してしまい、人魚に魂を吸い取られて眠ったままになってしまった。莉々いわく「小さい頃は元気でパワフルだった」。
ノゾム
手作りの人形劇をしている灰色猫。達者な人形遣い。声のかんじからは若い男の子で、性格はクールで少し無愛想。失踪した妹のユメルを探していたところ、いつみたちと出会った。
ツム
ノゾムの友人でミッキーマウスのような面白い模様の猫。ワタリに利用され、人間界でペットショップの店員に化けて、人魚のたまごを配っていた。宝石細工の職人で、ユメルに琥珀色の首飾りを作ってあげていた。
ユメル
ノゾムの妹でクリーム色の猫。人形劇の物語を手がけている。楽しい話を作ると評判だが、その事がきっかけでワタリに目をつけられ、水の宮殿内に閉じ込められてしまう。莉々によく似た愛らしい姿、少し気の強そうな性格をしている。ツムとは恋仲で、琥珀色の首飾りを大事にしていた。
ワタリ
水の宮殿の主で、絹ようなすきとおったマントをまとった銀色の美しい猫。声はソプラノで性別はわからない。宮殿の何不自由ない暮らしに飽きており、ペットの人魚たちに外の世界のおもしろい話を集めさせては聞かせてもらい、退屈しのぎをしていた。一見キザで優しく、魅力的にみえるが、実は他人に心を開かず、誰も愛せない冷酷な性格。天涯孤独で、信頼できるのは人魚のバルンとその子供ハルルだけだった。じつは莉々の天猫で小さい頃ひろわれている。「わたぽん」と呼ばれていた。
ハルル
消えてしまったバルンのかわりに、ワタリと一緒に宮殿で暮らしている人魚。他の人魚たちと違い、黒髪に浅黒い肌、漆黒のうろこを持ち、視線は鋭く恐ろしい。頭上にふたつの角に似たこぶがある。実は昴の魂を栄養に育った人魚で、羽の生えた黒い風貌は「自由になりたい。いい子ばかりでいたくない」と夢みる昴の本当の気持ちを象っていた。
バルン
ハルルによく似た大人の人魚。宮殿の人魚たちの親と言える存在。外見は男に見えるが、いくらでもたまごを産む。

### 3巻 虹の国 バビロン
関根さん
いつみのクラスメイト。おとなしく、あまり目立たない。7の月、7がつく日に現れる虹色の雲を見て、記憶を失う。それは、楽しい思い出が少なく、さびしい子で、冥府遣いの陰謀の一環、王の薬作りの原料として記憶を奪われてしまったため。「テンポが遅いだけで、実は面白い？」(いつみ談)
シバちゃん
関根さんの飼い犬。子犬。柴犬だからシバちゃん。とても賢く、7巻でも様々な場面で活躍している。ムスビと会話できる。
サラ
グレーの毛色で、水色の瞳をもつが、目が見えない。しかし、実は昔兄であるアルザが持って帰ったバビロンを救うための鍵となるレリーフを見たことがあり、その事を口走ってしまったサラを守るためにつかされた嘘である。
お姫さまのために首飾りを作ることになる。
シュプラ
サラの弟。三毛猫。姉であるサラがお姫さまの首飾りを作るために上層部に行くのを寂しく思っていた。
アルザ
元書記長で若くして王や姫の信頼を得ていた。バビロンを救うための鍵となるレリーフを見つけたため、邪魔に思った冥府遣いに待ち伏せされ、レリーフを割られると共に謀反の疑いをかけられ最下層に行く。バビロンをの日時計が2つに割れる日のために書記仲間と連絡を取り合っており、当日国民全員の避難を成功させる。最期は沈み行くバビロンの塔と運命を共にした。
お姫さま
倒れた王の代わりにバビロンの政治を行う。パズの事を疑っていた。最期はいつみたちに神の石のひとつ、緑蝶石を託し沈み行くバビロンの塔と運命を共にした。
パズ
冥府遣い。黒猫。バビロンでは神官をしていた。最期はいつみたちの力を受け破裂した黒色の玉に貫かれた。
ネジ
さび猫。冥府遣いに騙され王の薬を作っていた。元は薬屋だった。最期は、崩れた薬庫の下敷きになって脚を怪我し、動けなくなり、沈み行くバビロンの塔と運命を共にした。

### 4巻 海辺のラビリンス
アリネ
ミノアに住む、美少女ネコ。
テセス
ミノアに住む漁師。
ファシエ
冥府遣いの巫女。
王子

## 作中用語
北欧神話から用いられた作中用語が多くみられる。
ニキラアイナ
死んでしまった猫がいく黄泉の国。ここの猫はみな二本足で立ってしゃべり服を着て生活している。店や仕事はあるものの金銭はなく死もない。この世界ではない者が食べ物や飲み物を口にするともとの世界へもどれなくなる。ニキラアイナではいつみたちは猫姿で行動している。東にある異界、ニライカナイからくる(らしい)。
太陽の神と月の神
太陽遣いたちの神。七色の翼と白くかがやく羽と、銀の光の尾を持つ。
太陽遣いの巫女（アガリづかいのウマリ）
神からさずかった特別な力を持つ人間で、自然や見えないもののことばを感じることができる。巫女ひとりではその力は不完全で一生開花することがないが、天猫と出会うことによって力が目覚める。出会うまでは天猫に関するさまざまな記憶は封印されている。
天猫（ラキネコ）
太陽遣いの巫女を護り、チカラをあたえるため常にそばにいる猫。
鈴
ラグナロータ
冥府の神が治める国。冥府遣い達の本拠地。昔の関門である５つの館と黄昏の川の向こうにある。暗雲が垂れ込め、生命の気配を感じない閑散とした土地。北欧神話のラグナロクからくる。
冥府の神
冥府遣い（フカづかい）
人間の子供達の魂を奪い、ニキラアイナと人間界の征服を目論む悪しき者たち。ラグナロータを根城にし、冥府の神を崇めている。城にいる者は全員黒いマントを羽織っている。
術
ドーイ
ニキラアイナで登場する乗り物。宙に浮いており、ガラス張りである（2巻参照）。
バトラー
ドルイド

## 既刊一覧
- 摩訶不思議ネコ・ムスビ(1) 秘密のオルゴール ISBN 9784061487970
- 摩訶不思議ネコ・ムスビ(2) 迷宮のマーメイド ISBN 9784062850155
- 摩訶不思議ネコ・ムスビ(3) 虹の国　バビロン ISBN 978-4-06-285039-1
- 摩訶不思議ネコ・ムスビ(4) 海辺のラビリンス ISBN 978-4-06-285062-9
- 摩訶不思議ネコ・ムスビ(5) 幻の谷　シャングリラ ISBN 978-4-06-285106-0
- 摩訶不思議ネコ・ムスビ(6) 太陽と月のしずく ISBN 9784062851473
- 摩訶不思議ネコ・ムスビ(7) 氷と霧の国トゥーレ ISBN 978-4062851749
- 摩訶不思議ネコ・ムスビ(8) 白夜のプレリュード ISBN 978-4-06-285261-6
- 摩訶不思議ネコ・ムスビ(9) 黄金の国　エルドラド ISBN 978-4-06-285285-2
- 摩訶不思議ネコ・ムスビ(10) 砂漠のアトランティス　ISBN 978-4-06-285317-0
- 摩訶不思議ネコ・ムスビ(11) 冥府の国ラグナロータ　ISBN 978-4-06-285366-8
- 摩訶不思議ネコ・ムスビ(12) 遥かなるニキラアイナ　ISBN 978-4-06-285425-2
- あの日、瑞穂は。（『おもしろい話が読みたい! マジカル編』に収録）　ISBN 978-4-06-216380-4
- 新 妖界ナビ・ルナ×摩訶不思議ネコ・ムスビ 最強ファンブック 〜物語は、終わらない〜　ISBN 978-4-06-219726-7